# Metroid Prime 4: Beyond
Metroid Prime 4: Beyond (メトロイドプライム4 ビヨンド?, Metoroido Puraimu 4 Biyondo) è un videogioco sviluppato da Retro Studios e pubblicato da Nintendo per Nintendo Switch. Il gioco fa parte della serie Metroid ed è il sequel di Metroid Prime 3: Corruption (2007). È stato annunciato all'E3 2017 durante la presentazione online di Nintendo, e doveva essere sviluppato inizialmente da Bandai Namco Studios a Singapore. Tuttavia, a causa dei risultati insoddisfacenti, il reset dello sviluppo del gioco è stato annunciato a gennaio 2019 sotto Retro Studios, sviluppatore dei precedenti capitoli, con il produttore Kensuke Tanabe.

## Sviluppo
Nintendo ha annunciato Metroid Prime 4 a giugno 2017 durante la sua presentazione online per l'E3, mostrandone solo il logo. Poco dopo l'annuncio, Bill Trinen, direttore del Product Marketing di Nintendo of America, ha confermato che questo capitolo non sarebbe stato sviluppato da Retro Studios, lo studio che aveva sviluppato i tre Metroid Prime, ma sarebbe stato prodotto da Kensuke Tanabe, il produttore dei giochi precedenti. Nel 2018, Eurogamer riferì che Metroid Prime 4 sarebbe stato sviluppato da Bandai Namco Studios a Singapore, che includeva l'ex staff di LucasArts che aveva precedentemente lavorato al videogioco cancellato Star Wars 1313.
In diverse occasioni nel 2018, il presidente di Nintendo of America Reggie Fils-Aimé ha dichiarato che lo sviluppo di Metroid Prime 4 stava procedendo bene. Tuttavia, Nintendo non l'ha mostrato all'E3 2018 e ha detto che avrebbe condiviso più informazioni solo una volta creduto di "avere qualcosa che avrebbe stupito la gente". Fils-Aimé ha dichiarato che Nintendo ha rivelato Prime 4 in anticipo per assicurare ai fan che era in sviluppo un gioco per Switch, simile al loro annuncio di The Legend of Zelda: Breath of the Wild.
In un video pubblicato a gennaio 2019, il direttore generale della Nintendo EPD Shinya Takahashi ha annunciato che Metroid Prime 4 sarebbe stato posticipato e che lo sviluppo è stato ricominciato, questa volta sotto Retro Studios. Takahashi ha affermato che lo sviluppo sotto lo studio precedente non ha soddisfatto gli standard Nintendo. Le azioni di Nintendo sono diminuite del 2,8% nella settimana successiva all'annuncio.

Durante il Nintendo Direct di giugno 2024 Nintendo nostra per la prima volta dopo anni Metroid Prime 4.
Durante il Nintendo Direct di marzo 2025 Nintendo annuncia che il gioco sarebbe uscito nel 2025 oltre a nuove informazioni. 